# 掰掰演劇社
《掰掰演劇社》（日語：ボンボン坂高校演劇部）是日本漫畫家高橋豐的日本漫畫作品。於集英社漫畫雜誌《週刊少年Jump》1992年至1995年期間連載。單行本全12冊。台灣中文版由大然文化代理，並在其漫畫週刊《熱門少年TOP》連載。

## 劇情簡介
以東京都內一虛構之高中「時計坂高中」的演劇社為主要舞台。故事以描繪本書男主角順菜正太郎對學姊日比野真琴一見鍾情，卻被誤會成與演劇社社長德大寺廣三為男同性戀，為解開此誤會而發生的種種無厘頭搞笑故事。

## 登場人物

### 時計坂高中演劇社
順菜正太郎
本書的男主角，時計坂高中1年A班的男學生，15歲，第1卷第1話初登場。長相俊美，酒醉後的真琴也常稱讚其長相，打扮成女子亦是美女。個性純情，認定的事會全力以赴。開學典禮時，初進時計坂高中校門的他，對騎單車經過的真琴一見鍾情。為了見真琴，他寧願冒著被社長德大寺廣三侵犯的危險而加入演劇社，但被真琴誤認為是廣三的戀人，以致兩人可以做親密接觸，不過太過親密時會驚嚇到或呈現痴呆狀。多次想釐清與廣三的關係，但從未成功。住家地址原是不公開之謎，既使廣三曾多次跟蹤也會被魔性三角區所吸引而失敗，後來因真琴的關係導致失憶而曝光。有雙親，兩人同是「啦啦製藥」員工。
德大寺廣三
時計坂高中三年級男學生，18歲，演劇社的社長。1年級時加入演劇社，導致男性社員從此變成稀有動物，第1卷第1話初登場。從小即被母親鳳理津以培養女明星的方式嚴格訓練演技，夢想成為像母親一樣出色的女演員。身長是2頭身，臉上有一對海苔形眉毛與心形嘴唇，但實際的長相是個美少年。自稱身體是男人、心靈是女人，熱愛美少年，興趣是將美少年變成自己的禁臠。對正太郎一見鍾情，並且不斷想侵犯正太郎，不過每次都失敗，而且常被真琴與正太郎等人處罰。他同時是位超越人類演技極限的人，身體可以變形到超乎正常人想像的地步。雖然平時作風不正常，但偶爾會表現出社長身份嚴肅的一面。不被正常人類喜歡，但很受非人類愛戴。有汽車駕照，曾開著自己改裝的保時捷跑車上學與出遊。
日比野真琴
時計坂高中二年級女學生，演劇社的副社長，17歲，身高160公分，第1卷第1話初登場。長相甜美可愛，也擁有最完美的身材，連同為女性的理莎也自嘆不如。是公認的偶像人物，在他校也十分有人氣，校內有個她不承認的影迷俱樂部（在青聖學園也有分部）；對於非人類也具有吸引力，如小狗。小時候其父另結新歡，因此患有極端的男性恐懼症，只要被男生碰觸就會有反射動作——就是一拳把男生打倒，無論人數多少；不過，只要認定男方是對女性無興趣、危急時刻（如救援有墜樓危險的男子）、已經習慣於接觸，就不在此限。戴上手套也可與男性接觸，但手套寬度要2公尺以上。對於正太郎有自己也無法言諭的情愫，面對正太郎認真的表情時也會怦然心動；在其他女性與正太郎太過親密時，也會吃醋，不過嘴上不承認。生氣時有其他人無法反抗的氣勢，甚至也會打正太郎。運動神經十分好但酒量奇差，只要接觸到微量的酒、或含有酒精成分的飲料或食物，就會發酒瘋，常把週遭事物搞得一團亂，酒醒之後完全不記得做過什麼事；此外，受到驚嚇的反應是坐在地上。與母親同住，家裡經營御好燒店「根性亭」。
觀月理莎
時計坂高中1年A班的女學生，與正太郎同班，第1卷第6話初登場。初時是個大胖子，而且全家都是大胖子，父母弟加起來0.5噸，甚至家貓「小拓」也重達70公斤；後來因為一次在校內上樓梯時摔倒，被正太郎扶起而喜歡上正太郎，心神不寧而昏睡一星期，結果就瘦了下來。由於家族傳統的身材都是屬於重量級，據稱平均為150公斤，所以家人對於理莎變瘦一事常常感到傷心。是個個性單純、好強的愛哭鬼；因為愛哭常被同社學姊誤會是正太郎欺負她，實際上是自己哭出來或廣三欺負她，不過被正太郎拒絕時也會嚎啕大哭；雖常被廣三欺負，不過也會有立場相反的時候。廣三稱其為「小丫頭」。有深度近視，不配戴隱形眼鏡就什麼都看不見。
納魯西斯·納尼尼
時計坂高中二年級男學生，第1卷第7話初登場。父親是義大利人，母親是法國人。他有著與母親相近的長相，極度自戀，自稱"白色的貴公子"和"世界上最美的男子"。在校穿著白色制服，認為自己是絕對的美的存在，既使任意打扮成各種造型，也無損於他的美；對於傷害自己的美的事會非常消沉甚至昏倒，尤其是被沒戴隱形眼鏡的理莎誤認為廣三。每晚必須在棉被周圍擺滿鏡子，看著自己的鏡中美貌才能入睡。另外，他是個音痴，唱歌五音不全，但若以平常人的唱法來唱卻是天籟。
春日春
時計坂高中3年B班男學生，17歲，血型AB型，是演劇社其他女社員的偶像，第3卷第27話初登場。容貌、家世、身材都不是泛泛之輩並且精通所有學問和運動，可以說是完美的美男子。高中一年級時曾經加入演劇社，後因受不了廣三的糾纏而退社，三年級時為了再次追求真琴而重新入社。有著嚴重的潔癖，最怕蟑螂及老鼠身上的細菌。只要一逮到機會，就會向真琴求婚並希望以結婚為前提作交往，卻總被真琴一拳打倒；即使沒被真琴一拳打倒，身上被真琴一拳掃過的地方也會噴血；本身有點被虐癖但不敢承認，不過被真琴打飛時得到快感。家裡經營「私立春日綜合醫院」，父親是醫師兼院長。
撫出肩苦重重流
時計坂高中演劇社的顧問老師，第1卷第2話初登場（但實際是第10話）。是東京大學及劍橋大學的畢業生，號稱IQ195的天才，但在校內跟社團內幾乎沒有存在感。發明過許多東西，因不敢自己使用而喜歡以學生作為試驗對象，但每次實際效果與想像中效果都完全不同，常使社員們吃盡苦頭。也會利用自己的薄弱存在感偷拍女學生的裙底風光照片投稿雜誌，最後被真琴罰全裸綁在木樁上任憑女學生拍裸照。

### 時計坂高中其他學生與教師
一本木鯉三
時計坂高中三年級男學生，社長廣三的同班同學，也是時計坂高中應援團團長兼唯一團員，第2卷第17話初登場。髮型是飛機頭。對真琴一見鍾情，所以常常跑到演劇社客串，也會躲著偷看演劇社女社員換衣服。本身有一拳打裂牆壁的威力，不過是逞強的結果。
炎燃
時計坂高中足球社隊長，第5卷第56話初登場。因足球社員為了送禮物給真琴而被擊倒，後來廣三為了奪取禮物再度打傷社員，使得足球社少了4個可上場比賽的社員而跑到演劇社興師問罪。最後由正太郎、廣三、春日、鯉三等4人支援足球社。
三輪友紀
時計坂高中二年級女學生，是個男學生打扮的蕾絲邊，第6卷第64話初登場。身體是女人，心靈是男人，不喜歡穿女學生制服。因對男扮女裝的正太郎一見鍾情，誤以為他是女人而展開攻勢，其後一直希望他以女裝打扮。她的性別認同與廣三完全相反，而且兩人都喜歡正太郎，所以經常不合；在撫出肩創出的虛擬遊戲中，她和正太郎進行非正式的婚禮。與父母同住，家裡經營壽司店，所以會包壽司。她堅持「壽司是要用手拿著吃的」，所以會把要求提供筷子的客人趕出壽司店。
花吹要
時計坂高中一年級生，從美國返國進入1年A班，第8卷第84話初登場。格鬥高手，有一拳打飛數十人和殲滅暴力團的實力。極愛打油詩，而且會變成各種造型。有人污辱他的打油詩，就會被他揍個半死，但只限男生；女生只會被他嚇死。外表俊美，長髮。心願是與正太郎組成相聲組合。
甘髮娜娜
時計坂高中三年級女學生，廣三自小學時的死對頭兼情敵，第10卷第112話初登場。她總是喜歡上已被廣三看上的美少年並強行搶走，玩膩了就甩掉；有許多美少年被她甩掉後人格不正常，她因此被稱為「魔性之女」。初登場時為了跟廣三爭奪正太郎而接近正太郎。
鬼龍院舞子
時計坂高中拳法社社員，第10卷第116話初登場。個性極其害羞，平時一定要戴面具，戴面具時被盯著看依然會害羞。格鬥高手，絕技是穿牆，連建築物也能破壞，有毀滅城市的實力。漫畫中因演劇社至拳法社取材，真琴受到熱烈歡迎，引發拳法社女社員不滿而向真琴挑戰，舞子便是其一，但因為害羞關係而無法決鬥，後來上學途中找真琴決鬥被一拳擊敗，轉而向真琴拜師。長相可愛，因平時都戴面具，連拳法社社員也不知她的長相；因為面具被廣三的絕技擊破露出真面目，反而因此廣受拳法社社員支持。
木下 實（きのしたし みのゆき）
時計坂高中二年級生，只有第9卷第95話登場。從一年級開始就是蝶子老師的黑名單，本身熱愛足球，但不願加入足球社。後來接受蝶子的挑戰，但因受到誘惑而無法專心看球導致失敗，從而加入足球社。
源平 千代丸（げんぺい ちよまる）
「源平企業」老闆的兒子，時計坂高中一年級男學生，第9卷103話初登場。揮金如土，不知節儉，極無金錢觀，認為金錢可以買到一切，就連真琴也無法抵禦金錢的誘惑；因為源平財閥破產的關係，向學生們討取一人1兆元而被修理，最後被廣三差使尋找掉落在學校的金錢，進而體認到金錢的貴重。
童顏田 亞栗（どうがんた あくり）
時計坂高中三年級生，自稱真琴影迷俱樂部會長，第11卷第129話初登場。校園裡的謎樣人物，開始時自稱20歲，後來被其妻玉枝爆料是32歲，結果自己說漏嘴其實是昭和24年生（46歲），但常被認為是小學生。其身份有黑道老大－仁王阿栗、KGB特務，不過本人最常使用的是真琴影迷俱樂部會長。經常詢問其他人要不要加入真琴影迷俱樂部，什麼性向不要緊，只要繳會費（1000元）就行。對於真琴的一切事物都調查得清清楚楚，有關真琴的東西都願以重金購入，甚至私下向演劇社社員偷買情報。他與玉枝育有一女栗子，不過，他的實際身份及年紀連玉枝也不知道。
轟蝶子
時計坂高中輔導室老師兼英文老師，24歲，第2卷第20話初登場。是個擁有一身美麗性感外貌的「肉體派」女教師，習慣不穿胸罩也不穿內褲，她表示是因為健康關係。因傳聞正太郎是同性戀，她堅持以自己的方式來「輔導」正太郎回歸異性戀。平時常因宿醉而要學生自習，但學生都會異常用功。常有許多男人主動送禮物給她，她每月收到的禮物可堆成一座小山，但全都被她拿去當鋪換成現金。
串田理惠子
時計坂高中1年A班導師，第1卷第5話初登場，但只有一格。32歲（原版為35歲），單身。在同學間被稱為「終極媽媽」。
金銀銅鐵
時計坂高中的校長，第2卷第21話初登場。以「教育之神」自居，其背上有「學」字刺青。他走路的腳步，連大地都為之震動；他眼睛所射出的閃光，能打穿地板及懾昏人，甚至能讓食人魚一瞬間復活；因此在第7卷就有學生說：「可惡…這老頭子還是人類嗎？」為了教導「人生最重要的大道理」，他逼學生在寒冬中游泳，還在水中加入大量冰塊與食人魚。

### 時計坂高中以外
德大寺留美
廣三的妹妹，小學一年級學生，在第4卷第43話初登場。除了外表，她的一切行為舉止及個性都與廣三沒有差異。她因不慎落入運河被正太郎救起，因此對正太郎一見鍾情。由於她認為母親偏愛廣三，而且她與廣三都喜歡正太郎，所以她視廣三為最大競爭者。
鳳 理津
廣三與留美之母，本名德大寺鳳子，世界第一女明星，曾獲得3屆奧斯卡金像獎。對廣三的演技要求極度嚴苛，覺得廣三演技不成熟時就會把高跟鞋瘋狂砸向廣三，威力可擊碎鋁製桌子。在第2卷第15話出現在時計坂高中，讓演劇社的學生徹底瞭解世界第一女明星的威力。因認為真琴的哭戲自然逼真，曾想把真琴帶走，但其實真琴是被嚇哭的。
納卡尼·納尼尼
納魯西斯之父，義大利人，第7卷第76話初登場。世界有名的房屋設計師，但也有設計衣服。十分喜愛日本文化，以自己的方式表現出來。
大櫻山之小路丸蘭子
青聖學園（時計坂高中的姐妹校）二年級女學生，演劇社社長，第5卷第53話初登場，總計只登場2話（第53、54話）。她從小學時起即頗受校內男學生愛慕，自稱第一美少女，直到真琴首次在青聖學園公演之前：真琴首次在青聖學園公演，使她的支持者全都轉而愛慕真琴，她因此嫉妒真琴、同時千方百計陷害真琴。但最後因真琴幫她化解尷尬場面，她才恢復自信、不再陷害真琴。
便便蛋
廣三飼養的雪人，喜歡講雙關語，第7卷第71話初登場。食量之大，能吃下全班同學的便當。牠的大便是呈蛋形，所以被廣三取名便便蛋。只有廣三能聽懂他的話。
小拓
理莎家的貓，3歲，重達70公斤，第8卷第91話初登場。因身材過於肥胖，所以行動用滾的。喜愛吃食物，曾吃下兩大盤蛋糕、一大盤飯團和串魚丸。

### 作中作
- 〈汪汪、君君〉（わん! わん! クンクン）是單行本第2集以後每一篇故事結束附上的四格漫畫。

君君（クンクン）
全世界唯一會說人話的狗，也能聽懂各類動物的語言。和史努比一樣以兩隻後腳站立走路。
小純（じゅん）
君君的主人，小學三年級學生。
宇莎美姊姊（うさぎ姉さん）
小純的姊姊，初中二年級學生。平時留長髮，每次失戀就會剪短髮。

## 單行本
| 集數 | 日文副標題 | 中文副標題                 | 集英社        | 集英社             | 大然文化       | 大然文化           |
| 集數 | 日文副標題 | 中文副標題                 | 發售日期      | ISBN               | 發售日期       | ISBN               |
| ---- | ---------- | -------------------------- | ------------- | ------------------ | -------------- | ------------------ |
| 1    |            | 順菜正太郎碰到天使與魔鬼   | 1993年1月7日  | ISBN 4-08-871706-6 | 1994年5月6日   | ISBN 957-25-0947-0 |
| 2    |            | 即將崩裂的辦公室之卷       | 1993年4月2日  | ISBN 4-08-871707-4 | 1994年6月5日   | ISBN 957-25-0948-9 |
| 3    |            | 時計阪高中的教師狀況之卷   | 1993年6月4日  | ISBN 4-08-871708-2 | 1994年9月1日   | ISBN 957-25-1018-5 |
| 4    |            | 歷史上最強的情敵!!之卷     | 1993年9月3日  | ISBN 4-08-871709-0 | 1994年11月30日 | ISBN 957-25-1289-7 |
| 5    |            | 包圍在白堊紀給予的愛裡之卷 | 1993年12月2日 | ISBN 4-08-871710-4 | 1995年3月25日  | ISBN 957-25-1290-0 |
| 6    |            | 傳說中壽司店敵人之卷       | 1994年4月4日  | ISBN 4-08-871225-0 | 1995年5月26日  | ISBN 957-25-1291-9 |
| 7    |            | 越中富山的返老還童藥之卷   | 1994年8月4日  | ISBN 4-08-871226-9 | 1995年10月7日  | ISBN 957-25-1292-7 |
| 8    |            | 從宇宙來的蘑菇！之卷       | 1994年11月4日 | ISBN 4-08-871227-7 | 1995年12月4日  | ISBN 957-25-1293-7 |
| 9    |            | 星光下的約定之卷           | 1995年2月3日  | ISBN 4-08-871228-5 | 1996年8月5日   | ISBN 957-25-1294-4 |
| 10   |            | 難忘的Holy Night!之卷      | 1995年4月4日  | ISBN 4-08-871229-3 | 1997年1月22日  | ISBN 957-25-1295-1 |
| 11   |            | 哪一個是惡魔？之卷         | 1995年6月2日  | ISBN 4-08-871230-7 | 1997年5月8日   | ISBN 957-25-2844-0 |
| 12   |            | 最後一頁是謝幕之卷         | 1995年9月4日  | ISBN 4-08-871771-6 | 1997年9月22日  | ISBN 957-25-3126-6 |

文庫版
| 冊數 | 集英社         | 集英社                 |
| 冊數 | 發售日期       | ISBN                   |
| ---- | -------------- | ---------------------- |
| 1    | 2010年4月16日  | ISBN 978-4-08-619124-1 |
| 2    | 2010年4月16日  | ISBN 978-4-08-619125-8 |
| 3    | 2010年5月18日  | ISBN 978-4-08-619126-5 |
| 4    | 2010年6月18日  | ISBN 978-4-08-619127-2 |
| 5    | 2010年7月16日  | ISBN 978-4-08-619128-9 |
| 6    | 2010年8月16日  | ISBN 978-4-08-619129-6 |
| 7    | 2010年9月17日  | ISBN 978-4-08-619130-2 |
| 8    | 2010年10月15日 | ISBN 978-4-08-619131-9 |